# Elite Ice Hockey League 2012/13
Die Saison 2012/13 war die zehnte Spielzeit der Elite Ice Hockey League, der höchsten britischen Eishockeyspielklasse. Erster der regulären Saison und somit Britischer Meister wurden die Nottingham Panthers, die sich ebenfalls in den Playoffs durchsetzten.

## Modus
In der regulären Saison absolvierte jede der zehn Mannschaften insgesamt 52 Spiele. Der Erstplatzierte wurde Britischer Meister. Die acht bestplatzierten Mannschaften qualifizierten sich für die Playoffs, in denen der Playoff-Sieger ausgespielt wurde. Für einen Sieg nach regulärer Spielzeit und nach Overtime erhielt jede Mannschaft zwei Punkte, für eine Niederlage nach Overtime bzw. Shootout einen Punkt und für eine Niederlage nach der regulären Spielzeit null Punkte.

## Reguläre Saison

### Tabelle
|     | Klub                | Sp | S  | N  | OTN | SON | Tore    | Punkte |
| --- | ------------------- | -- | -- | -- | --- | --- | ------- | ------ |
| 1.  | Nottingham Panthers | 52 | 42 | 9  | 0   | 1   | 232:111 | 85     |
| 2.  | Belfast Giants      | 52 | 37 | 10 | 2   | 3   | 191:132 | 79     |
| 3.  | Sheffield Steelers  | 52 | 35 | 14 | 0   | 3   | 184:133 | 73     |
| 4.  | Coventry Blaze      | 52 | 24 | 22 | 4   | 2   | 156:181 | 54     |
| 5.  | Cardiff Devils      | 52 | 21 | 23 | 2   | 6   | 160:168 | 50     |
| 6.  | Edinburgh Capitals  | 52 | 22 | 26 | 3   | 1   | 149:184 | 48     |
| 7.  | Fife Flyers         | 52 | 23 | 27 | 1   | 1   | 154:176 | 48     |
| 8.  | Braehead Clan       | 52 | 20 | 26 | 6   | 0   | 163:200 | 46     |
| 9.  | Dundee Stars        | 52 | 19 | 27 | 2   | 4   | 138:194 | 44     |
| 10. | Hull Stingrays      | 52 | 17 | 26 | 2   | 7   | 137:185 | 43     |

Sp = Spiele, S = Siege, U = Unentschieden, N = Niederlagen, OTS = Overtime-Siege, OTN = Overtime-Niederlage, SOS = Penalty-Siege, SON = Penalty-Niederlage

## Playoffs

### Viertelfinale
- Nottingham Panthers – Fife Flyers 2:4/3:0
- Belfast Giants – Edinburgh Capitals 3:1/4:3
- Sheffield Steelers – Coventry Blaze 3:2/2:4 n. V.
- Cardiff Devils – Braehead Clan 5:7/7:2

### Halbfinale
- Nottingham Panthers – Cardiff Devils 6:3
- Belfast Giants – Coventry Blaze 5:1

### Spiel um Platz 3
- Coventry Blaze – Cardiff Devils 11:5

### Finale
- Nottingham Panthers – Belfast Giants 3:2